# Dante Di Loreto
Dante Di Loreto er en amerikansk forfatter og producer, bedst kendt som executive producer for serien Glee . 

## Karrierer
Før han med Ryan Murphy og Brad Falchuk skaber Glee, producerede Di Loreto flere shows for kabel-og broadcast-tv samt et udvalg af film. Hans produktion omfatter Pretty/Handsome, My Lousiana Sky, Temple Grandin og Die, Mommie, Die!, som blev ved Sundance Film Festival blev tildelt Special Jury Prize. 
Di Loreto fungerer i øjeblikket som formand for Production for Ryan Murphy Television, i tillæg som executive producer for Glee. Før han kom til Ryan Murphy, overvågede Di Loreto filmudvikling for Bill Kenwright Ltd 

## Personlige liv
Di Loreto er uddannet på University of California, Santa Barbara. Han ejer også en MFA fra American Film Institute . Han bor i øjeblikket i Los Angeles, Californien . 